# Ceriana formosensis
Ceriana formosensis är en tvåvingeart som först beskrevs av Tokuichi Shiraki 1930.  Ceriana formosensis ingår i släktet griffelblomflugor, och familjen blomflugor.
Artens utbredningsområde är Taiwan. Inga underarter finns listade i Catalogue of Life.